# Artur Szulc (dziennikarz)
Artur Szulc (ur. 1958 w Warszawie) – polski dziennikarz sportowy i prezenter telewizyjny.

## Życiorys
W latach 80. XX wieku jeden z dziennikarzy redakcji sportowej Dziennika Telewizyjnego. Od 13 lutego 1990 roku do 31 sierpnia 2001 roku oraz od 5 sierpnia 2019 roku prowadzi Wiadomości sportowe, emitowane w TVP1. W latach 2001–2006 pracował w Eurosporcie, a w latach 2006–2019 pracował w nSport.
11 stycznia 2000 roku dostał nominacje do Telekamer 2000 w kat. Sport, gdzie dostał 4. miejsce.

## Prezenter
- lata 80 XX wieku: redakcja sportowa Dziennika Telewizyjnego
- 1990–2001, od 2019: Wiadomości sportowe